# 장승법수 (보물 제703-2호)
장승법수(藏乘法數)는 서울특별시 종로구에 있는 고려시대의 목판본 책이다. 2012년 8월 24일 대한민국의 보물 제703-2호로 지정되었다.

## 개요
『장승법수』는 대장경(大藏經)에 수록된 명수(名數)를 차례로 배열하여 찾기 편하고 이해하기 쉽도록 편찬한 일종의 불교학사전(佛敎學事典)이다.
이번에 지정된 『장승법수』는 원조(元朝)의 서암 가수(西菴可遂)가 1365년(지정至正15) 경에 편집을 완료하여 간행한 판본을 저본으로 하여 여말선초의 고승인 무학대사(無學大師)가 1389년(공양왕 1)에 판각한 중간본(重刊本)이다. 이는 “무학대사중간 공필구여발(無學大師重刊功畢求余跋)”이라고 기록된 이색의 발문을 통해서 알 수 있다.
이 『장승법수』는 인쇄된 글자에 마멸된 부분이 있는 것으로 보아 조선 초기에 인출한 책으로 사료된다. 표지는 개장되었고 표제는 ‘현수법수(賢首法數)’, 판심제는 ‘법수(法數)’이다. 하단부에 ‘송파(松坡)’ 그리고 간지(間紙)에 ‘황해도봉산사원방이문명(黃海道鳳山沙院坊李文明)’ 등의 묵서가 있다.
『장승법수』는 발문에 간행경위가 수록되어 있으며 원나라 간본을 바탕으로 고려시대에 번각한 것으로 불교사 및 서적 교류사 연구에도 중요한 자료이다.

## 참고 자료
- 장승법수 - 국가유산청 국가유산포털